# Фланаган, Пегги
Пе́гги Фла́наган (англ. Peggy Flanagan), или Гижививидамукве́ (оджибве Gizhiiwewidamookwe); (род. 22 сентября 1979, индейская резервация Уайт-Эрт, Миннесота, США) — американский политик, по происхождению оджибве (народность коренных американцев), занимающая пост вице-губернатора  штата Миннесота. На этот пост она была избрана в 2018 и переизбрана в 2022 году, оба раза в качестве напарника губернатора Тима Уолза. 
Фланаган — девятая подряд женщина на посту вице-губернатора Миннесоты (женщины непрерывно занимают этот пост начиная с 1983 года), первая коренная американка, избранная на должность уровня штата в Миннесоте, и наиболее высокопоставленная женщина из числа коренных американцев на выборной должности в США.
Член Демократической фермерско-лейбористской партии Миннесоты, аффилированной с общенациональной Демократической партией. Придерживается идеологии прогрессивизма.
В феврале 2020 года Национальный конгресс американских индейцев вручил Фланаган премию «За лидерство среди коренных народов», отметив её  работу по повышению осведомленности о проблемах коренных народов и улучшению их жизни. В июле 2020 года Фланаган получила премию Ассоциации общественного здравоохранения Миннесоты за работу по устранению неравенства в области общественного здравоохранения.

## Биография, личная жизнь
Отцом Пегги Фланаган был Марвин Манипенни (1948—2020), активист, борец за земельные права и суверенитет американских индейцев. Маннипенни принадлежал к той части нации оджибве, которая проживает в резервации Уайт-Эрт на территории Миннесоты. По воспоминаниям Фланаган, отец комментировал её политическую деятельность словами «Я хочу разрушить эту систему, а ты — войти в неё и изменить её изнутри». Мать — Патриция Фланаган (1950—2022), происходила из семьи ирландских католиков. Она также являлась политической активисткой, работавшей в команде кандидата в президенты США Хьюберта Хамфри.
После развода родителей Пегги осталась с матерью. Они жили небогато, но благодаря развитым социальным программам Миннесоты мать могла обеспечивать дочери достойное существование. Фланаган окончила среднюю школу города Сент-Луис-Парк. В 2002 году она окончила Миннесотский университет, получив степень бакалавра по детской психологии и дополнительную специальность в области изучения американских индейцев.
Первый брак Фланаган распался в 2017 году, от него у неё осталась дочь. В 2018 году она, тогда уже кандидат в вице-губернаторы, на своей личной странице в Фейсбуке объявила об отношениях с Томом Вебером, ведущим новостей Миннесотского Общественного Радио (Minnesota Public Radio, MPR). В тот же день Вебер решением руководства радиостанции был отстранен от освещения политических новостей Миннесоты в связи с вероятным конфликтом интересов. В 2019 году Фланаган вышла за Вебера замуж.
По отцу Пегги Фланаган позиционирует себя как принадлежащую к Нации Белой земли, народу Оджибве, клану Волка. Её индейское имя Gizhiiwewidamookwe означает «Та, которая говорит ясно и громко». По обычаям Анишинаабе, разные имена даются человеку в разные периоды жизни и могут отражать её историю.

## Карьера
После окончание университета Фланаган работала в различных некоммерческих организациях Миннеаполиса. С 2005 по 2009 год она вела курсы для желающих заниматься политической деятельностью. Одним из слушателей её курсов был Тим Уолз, в то время учитель сельской средней школы, решивший выдвигаться в Палату представителей США. Кроме того, она была избрана в городской Совет по образованию и была исполнительным директором Миннесотского отделения Фонда защиты детей.
В 2008 году она баллотировалась в Палату представителей Миннесоты, но была вынуждена выйти из гонки в связи с проблемами со здоровьем у матери.
В 2015 году она была избрана в Палату представителей Миннесоты.
В 2017 году она в качестве кандидата в вице-губернаторы присоединилась к губернаторской кампании Тима Уолза. На губернаторских выборах 2018 года Уолз и Фланаган победили республиканских кандидатов Джеффа Джонсона и Донну Бергстром. Уолз и Фланаган были переизбраны в 2022 году.
На президентских выборах США 2024 года кандидат от Демократической партии Камала Харрис выбрала Уолза в качестве кандидата в вице-президенты. Многие комментаторы отметили, что в случае победы Харрис и, следовательно, переходу Уолза на должность вице-президента США Фланаган автоматически (как минимум, до следующих выборов губернатора Миннесоты в январе 2027 года) стала бы первой в истории США женщиной-губернатором штата из числа коренных американцев. Мужчины-губернаторы из их числа были и ранее: Джонсон Мюррей (губернатор Оклахомы в 1951-1955 гг) и Кевин Ститт (губернатор Оклахомы с 2019 года).
В феврале 2025 года Фланаган объявила о намерении баллотироваться в сенат США на выборах 2026 года, когда истечет срок полномочий  сенатора Тины Смит.